# Invocations
Invocations è il secondo album dal vivo del cantautore statunitense Serj Tankian, pubblicato il 27 ottobre 2023 dalla Serjical Strike Records.

## Descrizione
Si tratta di una composizione sinfonica suddivisa in 15 atti che Tankian ha composto nel corso della pandemia di COVID-19, attingendo da ulteriore materiale preparato anni prima, e che si caratterizza per il contrasto tra voci operistiche e death su una base orchestrale. Una volta completata l'opera, l'artista ha avvertito la necessità di presentarla dal vivo, coinvolgendo vari artisti: per le parti sinfoniche si è rivolto alla CSUN Orchestra (composta unicamente da studenti) e ai Northridge Singers, nonché al tenore Brian Thorsett e al contralto Francesca Genco, mentre per quelle death ha contattato il cantante Charles Elliott degli Abysmal Dawn.
L'esibizione ha avuto luogo verso la fine di aprile 2023 a Los Angeles presso la Younes and Soraya Nazarian Center for the Performing Arts dell'Università statale della California, posto che Tankian ha scelto in quanto colpito positivamente dai due concerti tenuti con loro nel 2013 in occasione della tournée in supporto a Orca Symphony No. 1; allo spettacolo hanno inoltre preso parte la cantante Azam Ali e il musicista J̌ivan Gasparyan.
L'obiettivo prefissato da Tankian attraverso la composizione è stato quello di «togliere il vostro spirito dalla bocca e sollevarlo senza che lasciasse il vostro corpo, quasi come se stesse arrivando al precipizio della vostra esistenza fisica. Questo stile musicale accresce le emozioni legate alla vulnerabilità più del rock e del metal. Arrivi alle profondità e al nucleo dell'esperienza umana. Mi piace, perché non posso presentare in alcun modo le emozioni di Invocations attraverso i System of a Down o la musica rock in generale».

## Promozione
Invocations è stato inizialmente distribuito verso la fine di ottobre 2023 in formato doppio vinile bianco in collaborazione con la Music on Vinyl e in tiratura limitata e numerata a 2 000 copie. Successivamente, il 10 novembre dello stesso anno è stato reso disponibile anche digitalmente e in streaming.

## Tracce
Musiche di Serj Tankian.
Lato A
1. Green Mountain – 4:45
2. Free the Piano – 3:49
3. Der Voghormia – 4:08
4. Aurora's Dream – 6:54

Lato B
1. Fragile – 3:00
2. Rembetica – 3:24
3. Gaia – 3:05
4. Ghost in the Machine – 4:59

Lato C
1. Five Heads – 4:20
2. Desara – 3:06
3. Moment – 2:19
4. Kul Ena – 4:19

Lato D
1. Stringopolous – 4:18
2. Sad Romance – 4:10
3. Flying Phone Medley – 6:22

## Formazione
Hanno partecipato alle registrazioni, secondo le note di copertina:
Musicisti
- Serj Tankian – arrangiamento, voce
- Azam Ali – voce
- Brian Thorsett – voce
- Charles Elliott – voce
- Francesca Genco – voce
- Jivan Gasparyan Jr. – duduk
- Antranig Kzirian – oud
- Vincent Pedulla – sintetizzatore
- The CSUN Symphony – orchestra
  - John Roscigno – direzione
  - Lana Drincic – pianoforte
  - Nelly Guevara – primo violino
  - Sahand Zare – primo violino
  - Scott Johnson – primo violino
  - Hannah Cruz – primo violino
  - Cansun Ozyurek – primo violino
  - Min-Shen Chiou – primo violino
  - Yadong Wang – primo violino
  - Saul Romero – primo violino
  - Esteban Andrade – secondo violino
  - Daniel Herrnstein – secondo violino
  - Abtin Farrokh – secondo violino
  - Samantha Carabay – secondo violino
  - Jasmine Forooghi – secondo violino
  - Shant Mkrtchyan – secondo violino
  - Rachel Greenup – secondo violino
  - Yukyung Son – secondo violino
  - Luigi Ito – viola
  - Nic Lampert – viola
  - Zachary Cruz – viola
  - Melanie Ooi – viola
  - Karen Paz – viola
  - Alizah Chao – viola
  - Rebeka Ramano – viola
  - Alec Glass – violoncello
  - Haiqi Liu – violoncello
  - Isabella Argueta – violoncello
  - Benz Marston – violoncello
  - Thomas Lovasz – violoncello
  - Aidan Neuman – contrabbasso
  - Jonathan Hoe – contrabbasso
  - Zachary Pickens – contrabbasso
  - Ian Lindley – contrabbasso
  - Hayden Amendola – corno
  - Michele Cheaure – corno
  - Daniel Gallardo – corno
  - Nicholas Aguillar – corno
- The Northridge Singers – coro
  - Katherine Ramos Baker – direzione
  - Jacob Alvarez-Ruiz
  - Lily Berthold
  - Egan Carroll
  - Nelya Coomans
  - Rolando Corona
  - Garrett Cypher
  - Megan Ehrenberg
  - Jonathan Engstorm
  - Faith Esajian
  - Amanda Fee
  - Cassiddy Feskowetz
  - Gabriel Granillo
  - Xiaoshan Huang
  - Yan Liang
  - Madison McCurdy
  - Kristin McGinnis
  - Alicia Morgan
  - Matt Morton
  - Sophia Paz
  - Emilio Pozo
  - Diego Schwarzbach
  - John Thompson

Produzione
- Serj Tankian – produzione, missaggio, direzione artistica
- Vincent Pedulla – partitura
- David Bradford – artwork, illustrazione, impaginazione
- George Tonikian – direzione artistica
- Maurice Nunez – fotografia
- Greg Watermann – fotografia

## Date di pubblicazione
| Paese | Data di pubblicazione | Formato                      | Note  |
| ----- | --------------------- | ---------------------------- | ----- |
| Mondo | 27 ottobre 2023       | LP                           | [ 6 ] |
| Mondo | 10 novembre 2023      | Download digitale, streaming | [ 6 ] |